# 全国“扫黄打非”工作小组办公室
全国“扫黄打非”工作小组办公室（简称全国扫黄打非办），与中共中央宣传部反非法反违禁局一个机构两块牌子，是中共中央宣传部负责全国扫除黄色出版物、打击非法出版活动（简称“扫黄打非”）的内设机构，是全国“扫黄打非”工作小组的办事机构。

## 沿革
1989年8月，全国清理整顿书报刊领导小组办公室成立，为全国清理整顿书报刊领导小组的办事机构，负责非法色情出版物稽查，设在中华人民共和国新闻出版署。1998年3月，根据九届全国人大通过的《国务院机构改革方案》与国办印发的《新闻出版署职能配置、内设机构和人员编制方案》，组建新闻出版署出版物发行管理司（出版物市场“扫黄”“打非”办公室）。2000年2月，中共中央决定组建全国“扫黄打非”工作小组办公室，由新闻出版署出版物发行管理司承担日常工作。2001年，经国务院批准，组建中华人民共和国新闻出版总署，总署设置新闻出版总署反非法和违禁出版物司（全国“扫黄打非”工作小组办公室）。
2013年3月，根据十二届全国人大通过的《国务院机构改革和职能转变方案》，新闻出版总署与广电总局合并组建中华人民共和国国家新闻出版广电总局，广电总局下设国家新闻出版广电总局反非法和违禁出版物司（全国“扫黄打非”工作小组办公室）。2018年3月，根据中共中央印发的《深化党和国家机构改革方案》和十三届全国人大通过的《国务院机构改革方案》，决定将新闻出版职责划归中央宣传部，中宣部设置中共中央宣传部反非法反违禁局（全国“扫黄打非”工作小组办公室），负责非法色情出版物稽查与新闻媒体侵权盗版违法监管。

## 职责
根据有关规定，中共中央宣传部反非法反违禁局（全国“扫黄打非”工作小组办公室）承担下列职能：
1. 拟订出版物市场“扫黄打非”的方针、政策和计划，参与起草出版物市场监管的法律、法规和规章，并组织实施。
2. 调查、研究出版物市场态势和制黄贩黄、非法出版活动的动向，拟定出版物市场“扫黄打非”的工作方案并组织实施和监督检查。
3. 参与制订出版物市场的宏观调控政策和重要管理措施。参与规划出版、印刷、复制、发行单位的总量、结构和布局。
4. 对出版活动实施监督管理，参与查处出版、印刷、复制、发行单位的违规行为。
5. 对出版物市场实施监督管理，依法查处或组织查处非法出版活动，查缴或组织查缴非法出版物。
6. 组织、协调、指导“扫黄打非”集中行动和专项治理，督办大案要案的查处工作。
7. 组织、协调、指导各有关部门和地方的“扫黄打非”和出版物市场监管工作。
8. 组织、指导非法出版物的鉴定工作。
9. 负责全国“扫黄打非”工作的检查、考核和表彰奖励工作。
10. 组织全国“扫黄打非”工作的理论研讨、信息报送、新闻发布及宣传活动。
11. 制订全国“扫黄打非”工作信息化建设规划并指导实施。
12. 负责全国“扫黄打非”工作专项经费的规划和管理。
13. 参与制订全国“扫黄打非”队伍建设、人才培养规划、计划并指导实施。
14. 承担全国“扫黄打非”工作小组的日常工作。
15. 承办中央宣传部领导交办的其他事项。

## 机构设置
全国“扫黄打非”工作小组隶属于中央宣传思想工作领导小组，由中央宣传部、中央统战部、中央政法委等26个部门组成，成员由各有关部门副部级分管领导担任，办公室设在中央宣传部。全国“扫黄打非”工作小组负责人包括中共中央宣传部部长等。
根据有关规定，中共中央宣传部反非法反违禁局（全国“扫黄打非”工作小组办公室）设置下列机构：
- 综合处
- 协调监管处
- 案件督办处（联合举报中心）
- 信息处

## 业务
成立以來，每逢兩會兩節期間加强出版物市場監管工作，並周期性表彰響應活動的先進集體。在中國舉行國際活動前後及期間亦會加强監管工作，如北京奧運和上海世博。全国扫黄打非办指，其目标为要牢固树立对党和国家高度负责的态度，着力解决社会反映强烈的问题。工作任务为意识形态斗争，工作内容为 打击“非法出版物、扫除非法淫秽色情文化垃圾、打击“假媒体、假记者站、假记者”（“三假”）”等保护合法内容的举措。
2009年啟動「护城河工程」（成員為首都北京及鄰近省份），打擊地區非法出版物；2009年9月，啓動「珠峰工程」（成員為西北五省），打擊疆獨宣傳品和出版物；2009年11月啓動的「天山工程」（成員為西南五省），打擊藏獨宣傳品和出版物；2010年5月啓動的「南岭工程」（成員為華南各省及北京上海），打擊非法出版物和境外刊物流入；「長白山工程」（成員為東北省份），打擊地區非法出版物。
2014年4月，扫黄打非办参与发起“清源2014”“净网2014”“秋风2014”和“固边2014”四个专项行动及2014年中华人民共和国清理整治网络视频有害信息专项行动。2015年，扫黄打非办参与发起“净网2015”“护苗2015”“秋风2015”三項專項行動。2016年，扫黄打非办参与发起“净网2016”“护苗2016”“秋风2016”三項專項行動。2017年4月，扫黄打非办参与发起“净网2017”“护苗2017”“秋风2017”三項專項行動。2018年4月，扫黄打非办参与发起“净网2018”“护苗2018”“秋风2018”三項專項行動。2018年11月，長三角地區滬蘇浙皖組成「扫黄打非·一体化工程」。2019年3月，扫黄打非办参与发起“净网2019”“护苗2019”“秋风2019”三項專項行動。